# Tatort: Dunkelheit
Dunkelheit ist ein Fernsehfilm aus der Krimireihe Tatort. Der vom Hessischen Rundfunk produzierte  Beitrag soll am 5. Oktober 2025 im SRF, im ORF und im Ersten ausgestrahlt werden. Das Frankfurter Ermittlerduo Azadi und Kulina ermittelt in seinem ersten Fall.

## Handlung
Die Frankfurter Kommissare Hamza Kulina und Maryam Azadi stoßen in den Archiven alter Polizeifälle auf ungeklärte Morde und entdecken Verbindungen zu einem früheren Serienmörder, der unter falscher Identität lebte.

## Hintergrund
Der Film wurde vom 15. Oktober 2024 bis zum 13. November 2024 an 22 Drehtagen in Frankfurt am Main gedreht.  Die Premiere soll am 24. August 2025 auf dem Festival des deutschen Films in Ludwigshafen am Rhein erfolgen.

## Auszeichnungen
Der Film wurde für den Rheingold Publikumspreis 2025 auf dem Festival des deutschen Films in Ludwigshafen am Rhein nominiert.